# Huailai

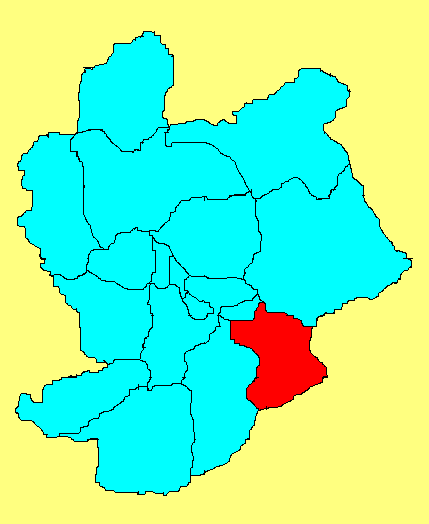
Lage von Huailai in Zhangjiakou

Huailai (chinesisch 怀来县, Pinyin Huáilái Xiàn) ist ein Kreis der bezirksfreien Stadt Zhangjiakou in der chinesischen Provinz Hebei. Er hat eine Fläche von 1801 km² und zählt 367.000 Einwohner (Stand Juni 2019). Der Kreis grenzt im Osten an den Pekinger Stadtbezirk Yanqing, sein Hauptort ist die Großgemeinde Shacheng (沙城镇). Huailai ist Chinas berühmtestes Weinanbaugebiet. Die dort auf einer Fläche von insgesamt 6667 ha angebauten weißen und (vorwiegend) roten Trauben werden von 38 Unternehmen verkeltert, das größte davon die 1983 gegründeten China Great Wall Wine GmbH (中国长城葡萄酒有限公司), eine Tochtergesellschaft der COFCO mit Sitz in Shacheng. In Huailai wurde Chinas erste Flasche Weißwein, der erste Schaumwein und der erste Weinbrand nach internationalen Standards hergestellt.
Die Poststation im historischen Kern des Dorfes Jimingyi (Jimingyi Gucheng 鸡鸣驿古城) der Gemeinde Jimingyi aus der Zeit der Ming-Dynastie steht seit 2001 auf der Liste der Denkmäler der Volksrepublik China (5-211). Außerdem betreibt das Forschungsinstitut für weltraumbezogenen Maschinenbau und Elektrotechnik Peking im Süden der Großgemeinde Xiaonanxinbu das Mehrzweck-Versuchsgelände für Landungen auf fremden Himmelskörpern, die größte derartige Anlage in Asien.

## Geschichte
Während der Zeit der Frühlings- und Herbstannalen (770–476 v. Chr.) und auch noch während der Zeit der Streitenden Reiche (475–222 v. Chr.) gehörte das heutige Huailai zur Kommandantur Shanggu (上谷郡) des Staates Yan. Nachdem König Ying Zheng von Qin Yan im Jahre 222 v. Chr. annektiert hatte, behielt er die Kommandantur Shanggu bei und machte sie nach der Reichseinigung 221 v. Chr. zu einer der 36 Kommandanturen des Landes; an der Stelle des heutigen Huailai wurde der Kreis Juyang (沮阳县) eingerichtet. Während der Zeit der Nord- und Süd-Dynastien gehörte Juyang zur Nördlichen Wei-Dynastie (386–534), danach zur Nördlichen Qi-Dynastie (550–577). Unter den Nördlichen Qi wurde der Name des Kreises in „Huairong“ (怀戎县) geändert, was soviel bedeutet wie „die nördlichen Barbaren willkommen heißen“, eine Anspielung auf die türkische Herkunft der Tabgatsch-Herrscher in Qi.
In der Sui-Dynastie (581–618) wurde der Kreis Huairong aus der Kommandantur Shanggu herausgelöst und der Kommandantur Zhuo (涿郡), dem heutigen Peking, zugeschlagen. Nachdem General Li Yuan 618 die Sui-Dynastie gestürzt hatte, löste er die alten Kommandanturen auf und ersetzte sie durch Präfekturen, die insgesamt 15 Militärbezirken unterstellt waren.
Der Kreis Huairong gehörte nun zur Präfektur Gui (妫州) des Militärbezirks Hebei (河北道), der die gesamte Mandschurei einschloss und daher nicht mit der heutigen Provinz Hebei zu verwechseln ist. Ab dem Beginn des 10. Jahrhunderts gehörte der Kreis zum Einflussbereich der Kitan. Als Yelü Abaoji bei der Reichsgründung 916 die Verwaltungsstrukturen neu ordnete, benannte er, da er den Ausdruck „Rong“ bzw. „Nordbarbaren“ als abwertend empfand, den Kreis in „Huailai“ um, also „willkommen heißen und sich der Herrschaft unterwerfen“. 1125 wurde die Liao-Dynastie der Kitan von den Jurchen gestürzt, die die Jin-Dynastie gründeten. Zu Beginn wurde der alte Name des Kreises noch beibehalten. 1195, im 6. Jahr der Regierung von Kaiser Wanyan Jing, wurde er dann jedoch nach dem Fluss Guishui (妫水河), einem Flussarm des Yongding He, in Guichuan (妫川县) umbenannt. In der Yuan-Dynastie (1279–1368) wurde der Name dann wieder in Huailai geändert, den der Kreis bis heute behalten hat.

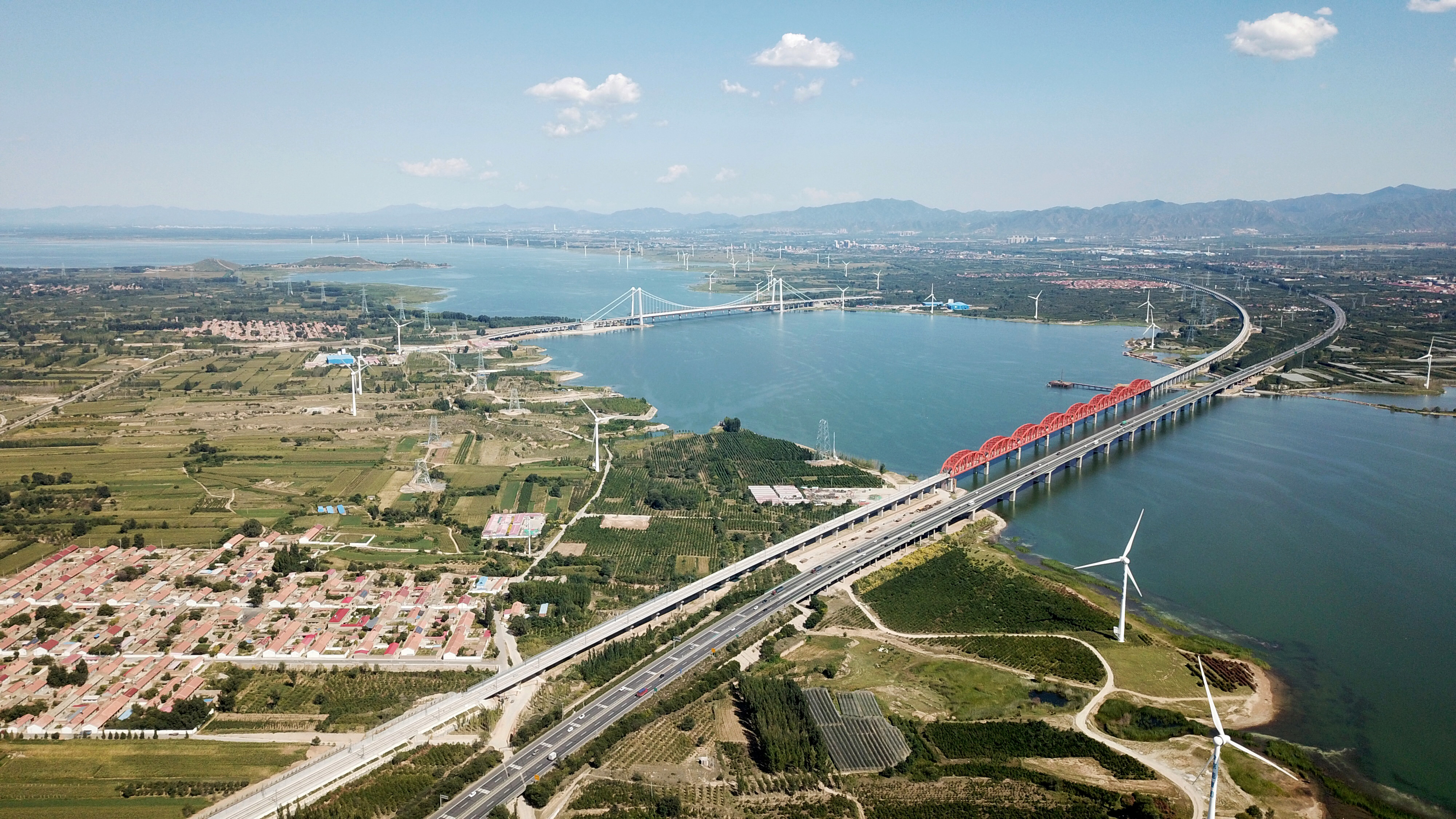
Guanting-Speichersee

Die ursprüngliche Stadt Huailai wurde 685–688 auf Befehl von Kaiserin Wu Zetian unter dem Namen Qingyijuncheng (清夷军城) als Regierungssitz der Präfektur Gui erbaut. Dort wurde jedoch ab Oktober 1951 der Guanting-Speichersee (官厅水库) gebaut, um Peking mit Wasser zu versorgen. Als der künstliche See am 13. Mai 1954 fertiggestellt und befüllt wurde, versank die alte Stadt unter den Fluten; der Sitz der Kreisregierung war nach Shacheng verlegt worden.
Ende der 1980er Jahre nahm durch die Einleitung von ungeklärten, DDT-haltigen Abwässern der Pestizidfabrik Shacheng (沙城农药厂) und durch Umweltschäden am Oberlauf des Yongding He die Verschmutzung des Speichersees größere Ausmaße an. Gleichzeitig nahm die in den See eingeleitete Wassermenge durch Bewässerungsprojekte am Oberlauf des Yongding He ab, was zu einer weiteren Erhöhung der Schadstoffkonzentration führte. 1997 fiel Bewohnern Pekings ein seltsamer Geschmack des Leitungswassers auf. Der See wurde umgehend aus der Wasserversorgung Pekings herausgenommen und diente zehn Jahre lang nur noch als Hochwasserschutz, zur Stromerzeugung und für Bewässerungszwecke (100.000 ha Ackerland werden mit Wasser aus dem Guanting-Speichersee bewässert).
Nach der Schließung der Pestizidfabrik und 255 weiterer Betriebe im Jahr 2006 trägt der Speichersee seit dem 20. August 2007 jedoch wieder zur Trinkwasserversorgung der Hauptstadt bei.

## Administrative Gliederung
Auf Gemeindeebene setzt sich Huailai aus 11 Großgemeinden und 6 Gemeinden zusammen.
Diese sind:
| Großgemeinde Beixinbu (北辛堡镇) Großgemeinde Cunrui (存瑞镇) Großgemeinde Dahuangzhuang (大黄庄镇) Großgemeinde Donghuayuan (东花园镇) Großgemeinde Guanting (官厅镇) Großgemeinde Sangyuan (桑园镇) Großgemeinde Shacheng (沙城镇), Sitz der Kreisregierung Großgemeinde Tumu (土木镇) Großgemeinde Xibali (西八里镇) | Großgemeinde Xiaonanxinbu (小南辛堡镇) Großgemeinde Xinbao’an (新保安镇) Gemeinde Dongbali (东八里乡) Gemeinde Jimingyi (鸡鸣驿乡) Gemeinde Langshan (狼山乡) Gemeinde Ruiyunguan (瑞云观乡) Gemeinde Sunzhuangzi (孙庄子乡) Gemeinde der Hui-Chinesen Wangjialou (王家楼回族乡) |

## Wissenschaft und Technik
2004 richtete die Chinesische Akademie der Wissenschaften im Verwaltungsdorf Xihuayuan (西花园村) der Großgemeinde Donghuayuan die Interdisziplinäre Versuchsstation für Fernerkundung ein, die seit 2012 dem Institut für Fernerkundung und digitale Geowissenschaften untersteht.
Dort können die Sensoren von Drohnen, Aufklärungsflugzeugen und Erdbeobachtungssatelliten an einem Kran hängend über verschieden bepflanzte Felder geführt und ihre Fähigkeit zum Unterscheiden von Vegetationsformen, Feuchtigkeitsgehalt von Pflanzen (also Waldbrandgefahr) oder Salzgehalt von Böden erprobt werden.
Im Jahr 2015 bewarb sich der Kreis Huailai im Zusammenhang mit der Gründung der Metropolregion Jing-Jin-Ji als Standort für eine Verlagerung von Produktionsbetrieben aus Peking heraus. Eine Reihe von Firmen aus dem Pekinger Hochtechnologie-Bezirk Zhongguancun folgte der Aufforderung. Daraus entstand in Zusammenarbeit mit der Provinzregierung von Hebei und der China Fortune Land Development AG in einer öffentlich-privaten Partnerschaft an der Autobahn Peking–Lhasa der Luft- und Raumfahrtindustriepark Huailai (怀来航空航天产业园).
Dort investierten unter anderem die Chinesische Akademie für Weltraumtechnologie 8 Milliarden Yuan für eine Raumfahrtindustriebasis in der Großgemeinde Xiaonanxinbu, die China Satcom 1,6 Milliarden Yuan für eine Bodenstation in der Großgemeinde Tumu und die Polytechnische Universität Harbin 2 Milliarden für einen Wissenschafts- und Industriecampus. Im Jahr 2016 umfasste der Luft- und Raumfahrtindustriepark Huailai eine Fläche von insgesamt 266 ha.

## Verkehrsanbindung

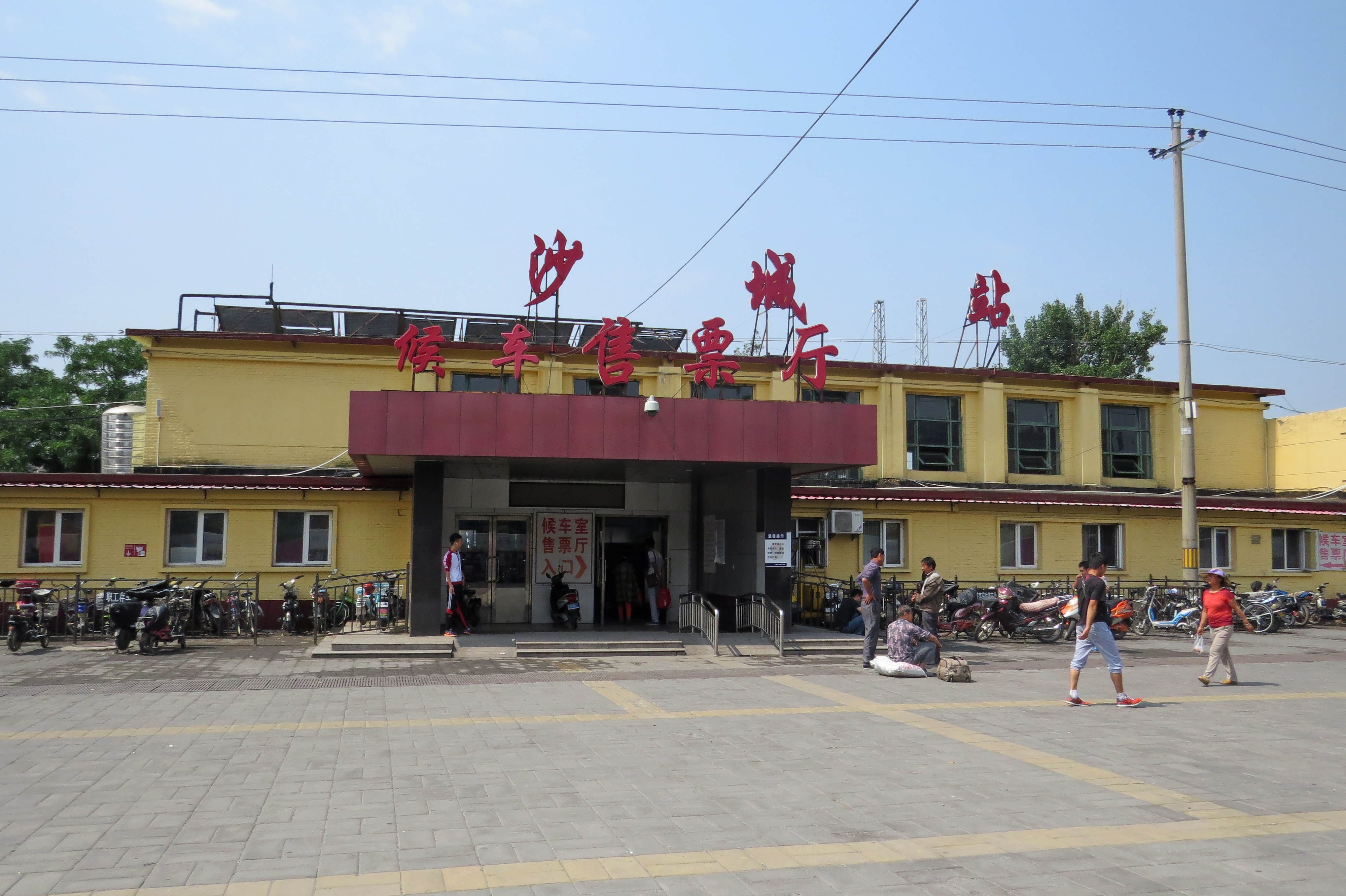
Bahnhof Shacheng

Shacheng ist ein Eisenbahnknotenpunkt, es kreuzen sich dort die Bahnstrecke Peking–Baotou und die Bahnstrecke Datong–Qinhuangdao. Außerdem hat die Pekinger Vorort-Line S2 eine Verbindung pro Tag nach Shacheng, die für die 95 km vom Bahnhof Peking-Huangtudian allerdings 2 Stunden 10 Minuten braucht. Durch den Kreis Huailai führen außerdem die Autobahn Peking–Lhasa (G6) und die Autobahn Peking-Ürümqi (G7) sowie die Nationalstraße 110 (G110) nach Yinchuan. In den Großgemeinden Donghuayuan, Beixinbao, Tumu und Shacheng sowie den Gemeinden Dongbali und Jimingyi gibt es jeweils eine Autobahnabfahrt, wobei die vieretagige Dreifachkreuzung von G6, G7, und G110 in Tumu das größte Autobahnkreuz Nordchinas ist.
In Vorbereitung auf die Olympischen Winterspiele 2022, wo im Stadtgebiet von Peking, in Yanqing und Zhangjiakou Wettbewerbe ausgetragen werden, wurde ab März 2016 eine Schnellbahn vom Pekinger Nordbahnhof nach Zhangjiakou gebaut, die im Kreis Huailai in Donghuayuan und in Shacheng hält. Am 12. Juni 2019 wurde am Eingang des Qinghuayuan-Tunnels im Stadtbezirk Haidian das letzte Stück Gleis gelegt, im September 2019 wurde auf der 147 km langen Strecke der Probebetrieb aufgenommen, und am 30. Dezember 2019 um 08:30 fuhr mit dem G2505 der erste fahrplanmäßige Zug der Schnellfahrstrecke Peking–Zhangjiakou von Peking Nord ab.
Die Züge verkehren im automatisierten Fahrbetrieb (ATO) mit bis zu 350 km/h. Der Triebfahrzeugführer gibt lediglich den Türschließbefehl, danach beschleunigt der Zug selbsttätig auf Streckengeschwindigkeit, legt die Strecke zurück und leitet vor dem Zielbahnhof selbsttätig die Bremsung ein, bis er punktgenau am Bahnsteig steht. Dieser Betrieb wird in der Eisenbahnwelt als Automatisierungsgrad der Stufe 2 bezeichnet (GoA2).
Obwohl der Zug seine Höchstgeschwindigkeit nur zwischen Badaling und kurz vor Huailai voll ausfahren kann und ansonsten mit 250 km/h verkehrt, verkürzt sich mit der Schnellfahrstrecke die reguläre Fahrtzeit zwischen Zhangjiakou und Peking Qinghe, der vorletzten Station der Strecke, von 3 Stunden 7 Minuten auf 47 Minuten. Im Stadtgebiet ist der Zug teilweise nur noch mit 80 km/h unterwegs. Dies ist ein wichtiger Schritt bei der Vereinigung von Beijing, Tianjin und Hebei zur Metropolregion Jing-Jin-Ji, wo Pendler außerhalb der Stadtzentren wohnen sollen, ähnlich wie in den Speckgürteln deutscher Städte. Außerdem ist die Strecke Peking-Zhangjiakou ein Teil des neuen Schnellbahnnetzes der Volksrepublik China, das derzeit bis Lanzhou ausgebaut wird. Dadurch wird sich zum Beispiel in naher Zukunft die Fahrt von Hohhot, Innere Mongolei, nach Peking von 9 Stunden 15 Minuten auf 2 Stunden 9 Minuten verkürzen.